# Эпидемия чумы в Италии (1629—1631)
Эпидемия чумы 1629—1631 годов — эпидемия, серия вспышек бубонной чумы в XVII веке в Италии, опустошивших северную и центральную Италию. Эта эпидемия, которую часто называют «Великой чумой Милана», унесла, возможно, один миллион жизней, или около 25 % населения страны. Эпизод считается одной из более поздних вспышек многовековой второй пандемии бубонной чумы, которая началась с Чёрной смерти. Чума, возможно, привела к экономическому упадку Италии по сравнению с другими странами Западной Европы.

## Причины и ход эпидемии
Немецкие и французские войска привнесли чуму в город Мантуя в 1629 году в результате передвижения войск в ходе Тридцатилетней войны (1618—1648). Венецианские войска, заражённые чумой, отступили в северную и центральную Италию, распространяя инфекцию.
В октябре 1629 года чума достигла Милана, крупного коммерческого центра Ломбардии. Хотя город инициировал эффективные меры безопасности, включая карантин и ограничение доступа немецких солдат и торговых товаров, чума тлела. Основная вспышка чумы в марте 1630 года была вызвана смягчением мер против распространения эпидемии на время сезона карнавалов. За этим последовала вторая волна весной и летом 1631 года. В результате за время эпидемии в Милане погибло около 60 тыс. человек из общей численности населения в 130 тыс.
К востоку от Ломбардии в Венецианской республике чума бушевала в 1630—1631 годах. Наиболее пострадала Венеция, в которой погибло 46 тыс. человек из 140 тыс. жителей. Некоторые историки считают, что гибель такого количества жителей и последующее влияние эпидемии на торговлю в конечном итоге привели к падению Венеции как крупной коммерческой и политической силы. Папский город Болонья потерял около 15 тыс. жителей. Сильно пострадали и соседние небольшие города Модена и Парма. Вспышка чумы далее распространилась на север в Тироль, альпийский регион западной Австрии и северной Италии.
Более поздние вспышки бубонной чумы в Италии включают чуму во Флоренцию в 1630—1633 годах и в окрестностях Неаполя, Рима и Генуи в 1656—1657 годах.
Население до чумы и гибели людей, отдельные города:
| Город     | Население в 1630 году | Число смертей к 1631 году (оценка) | Потеря населения, % |
| --------- | --------------------- | ---------------------------------- | ------------------- |
| Верона    | 54 000                | 33 000                             | 61 %                |
| Милан     | 130 000               | 60 000                             | 46 %                |
| Венеция   | 140 000               | 46 000                             | 33 %                |
| Болонья   | 62 000                | 15 000                             | 24 %                |
| Флоренция | 76 000                | 9 000                              | 12 %                |

Исследование 2019 года показало, что чума 1629—1631 годов привела к снижению темпов роста в нескольких городах, затронутых чумой, и «нанесла долговременный ущерб численности городского населения Италии и темпам урбанизации. Эти результаты подтверждают гипотезу о том, что вспышки чумы XVII столетия сыграли основную роль в начале относительного упадка итальянской экономики».

## В искусстве
- Алессандро Мандзони описал эпидемию чумы в Милане в своём историческом романе «Обручённые» (1821—1842).
- Считаетя, что картина «Чума в Азоте» (1630) Никола Пуссена, написанная в разгар чумы, основана на впечатлениях и описаниях от эпидемии в Милане в 1630 году[5].